# Orden del Infante Don Enrique
La Orden del Infante Don Enrique (en portugués: Ordem do Infante D. Henrique) es una orden honoraria portuguesa, creada el 2 de junio de 1960 en el V centenario de la muerte del infante Enrique de Portugal y reformulada y ampliada en 1962, que tiene como objetivo distinguir la prestación de servicios relevantes a Portugal, en casa o en el extranjero, o servicios en la expansión de la cultura portuguesa, su Historia y sus valores. 
El gran maestre de la orden es, como en las demás órdenes honorarias portuguesas, inherentemente el presidente de la República, cargo que ocupa desde 2016 el presidente Marcelo Rebelo de Sousa.

## Historia
Fue creada en 1960, para conmemorar el V centenario de la muerte del infante Enrique el Navegante, hijo del rey Juan I de Portugal y la reina Felipa de Lancaster, uno de los miembros de ínclita generación y el gran impulsor del diseño nacional que fueron los Descubrimientos. Su creación se llevó a cabo en honor al infante Enrique y bajo su invocación por decreto núm. 43.001, de 2 de junio de 1960, con el objetivo de premiar los servicios relacionados con las actividades o estudios histórico-marítimos o con el conocimiento y dar a conocer la expansión de Portugal en el mundo.
El infante Enrique, duque de Viseu, nació en Oporto el 4 de marzo de 1394 y murió en Sagres el 13 de noviembre de 1460. Fue gobernador y administrador de la Orden de Cristo, los recursos destinados a la financiación de Descubrimientos. Se dedicó al estudio de las Matemáticas y la Cosmografía. Aplicó el uso del astrolabio en la navegación e inventó las cartas planas.

## Grados
La Orden incluye seis clases en orden decreciente: 
- Gran Collar (Grande-Colar - GColIH)
- Gran Cruz (Grã-Cruz - GCIH)
- Gran Oficial (Grande-Oficial - GOIH)
- Comendador o Comendadora (Comendador / Comendadora - ComIH)
- Oficial (Oficial - OIH)
- Caballero / Dama (Cavaleiro / Dama - CvIH / DmIH)

También existen dos medallas relacionadas, pero descontinuadas: 
- Medalla de Oro (Medalha de Ouro - MOIH)
- Medalla de Plata (Medalha de Prata - MPIH)

Como en otras órdenes honorarias portuguesas, el título de Miembro de Honor (MHL) puede atribuirse a instituciones y localidades. 
Cuando se instituyó, la Orden también incluyó dos medallas relacionadas: la Medalla de Oro (MOL) y la Medalla de Plata (MPL). Sin embargo, en 2011, estas medallas dejaron de ser referenciadas. 
Además de los ciudadanos nacionales, los ciudadanos extranjeros también pueden recibir esta Orden.

## Insignia
El emblema de la Orden es una cruz remendada de esmalte rojo, enhebrada de oro. 
Los colores de la Orden son azul, blanco y negro. 

### Insignias
El Grande-Colar tiene la insignia de un collar, una banda y una placa dorada. La Gran Cruz tiene una banda y una placa dorada como insignia. El Gran Oficial tiene una banda para el cuello y una placa de oro como insignia. El Comandante recibe una insignia para el cuello y una placa de plata. El oficial lleva una medalla con una roseta. El Caballero tiene una medalla como insignia.
Las damas honradas usan moños en lugar de bandas para el cuello y medallas. Las corbatas son ideales para los grados de Gran Oficial y Comandante, pequeñas con roseta para Oficial y pequeñas (simples) para Dama. 

## Consejo
Como Canciller del Consejo de Órdenes Nacionales, que incluye la Orden de la Libertad, fue rebautizada en 2016 como Manuela Ferreira Leite. Ferreira Leite había sido designado inicialmente en 2011. Reemplazó a Mota Amaral en el cargo.

## Lista de distinguidos
- SAR Pilar de Borbón y Borbón-Dos Sicilias, el 6 de junio de 1968
- Elena Ceaușescu, primera dama de Rumanía, el 12 de junio de 1975
- SM Juan Carlos I de España, el 17 de abril de 1978
- Valéry Giscard d'Estaing, Presidente de Francia, el 21 de octubre de 1978
- SM Balduino de Bélgica, el 24 de agosto de 1982
- Samora Moisés Machel, Presidente de Mozambique, el 30 de agosto de 1982
- Hosni Mubarak, Presidente de Egipto, el 19 de agosto de 1983
- Angelo de Mojana di Cologna, Príncipe y Gran Maestre de la Orden de Malta, el 2 de septiembre de 1983
- François Mitterrand, Presidente de Francia, el 29 de septiembre de 1983
- Rudolf Kirchschlager, Presidente de Austria, el 18 de abril de 1984
- SM Margarita II de Dinamarca, el 1 de noviembre de 1984
- SAGD Juan, gran duque de Luxemburgo, el 29 de enero de 1985
- Aristides Pereira, presidente de Cabo Verde, el 31 de enero de 1986
- SM Carlos XVI Gustavo de Suecia, el 31 de enero de 1987
- SAR Margarita de Borbón y Borbón-Dos Sicilias, el 13 de octubre de 1988
- Richard von Weizsacker, Presidente de Alemania, el 19 de junio de 1989
- Carlos Queiroz, entrenador de Fútbol, el 22 de marzo de 1989
- Francesco Cossiga, Presidente de Italia, el 19 de junio de 1990
- Fra Andrew Willoughby Ninian Bertie, Príncipe y Gran Maestre de la Orden de Malta, el 29 de junio de 1990
- Christos Sartzetakis, Presidente de Grecia, el 4 de noviembre de 1991
- Brunó Ferenc Straub, Presidente de Hungría, el 4 de noviembre de 1991
- SM Beatriz de los Países Bajos, el 14 de diciembre de 1991
- Mauno Henrik Koivisto, Presidente de Finlandia, el 4 de noviembre de 1991
- Jorge Molder, escritor y fotógrafo portugués, el 12 de junio de 1992.
- Prof. Dr. José Carro Otero, de la Real Academia de Medicina y Cirugía de Galicia, el 23 de noviembre de 1992
- SAI Masako de Japón, el 2 de diciembre de 1992
- Joaquim Alberto Chissano, Presidente de Mozambique, el 27 de abril de 1993
- SM Hasán II de Marruecos, el 18 de febrero de 1994
- Lech Wałęsa, Presidente de Polonia, el 3 de marzo de 1995
- Nelson Mandela, Presidente de Sudáfrica, el 9 de marzo de 1996
- Aleksander Kwaśniewski, Presidente de Polonia, el 3 de marzo de 1995
- SAR Elena de Borbón y Grecia, el 23 de agosto de 1996
- SAR Cristina de Borbón y Grecia, el 23 de agosto de 1996
- José María Aznar, Presidente del Gobierno de España, el 23 de agosto de 1996
- SMI Akihito, Emperador de Japón, el 24 de junio de 1998
- Antonio Correia Gonçalves, por su contribución al desarrollo de las artes de pesca en Ecuador, América del Sur, el 1 de junio de 1998
- Roman Herzog, Presidente de Alemania, el 21 de mayo de 1999
- Jacques Chirac, Presidente de Francia, el 8 de julio de 1999
- Manuel Pereira Ramos, el 9 de junio de 1999. Nombrado Comendador de la Orden por los servicios prestados al país en el extranjero.
- Constantinos Stephanopoulos, Presidente de Grecia, el 21 de febrero de 2000
- SM Alberto II de Bélgica, el 21 de febrero de 2000
- Milan Kučan, Presidente de Eslovenia, el 17 de mayo de 2000
- António Manuel Mascarenhas Gomes Monteiro, Presidente de Cabo Verde, el 1 de agosto de 2000
- General Vasco Joaquim Rocha Vieira, el 9 de agosto de 2001
- Pedro Pires, Presidente de Cabo Verde, el 28 de mayo de 2002,
- Arnold Rüütel, Presidente de Estonia, el 30 de julio de 2003
- Vaira Vīķe-Freiberga, Presidenta de Letonia, el 12 de agosto de 2003
- SM Harald V de Noruega, el 31 de marzo de 2004
- Eduardo Gageiro, fotógrafo protugués, el 10 de junio de 2004
- Eurico Carrapatoso, compositor portugués, el 10 de junio de 2004
- Cristiano Ronaldo, futbolista portugués, el 5 de julio de 2004 (como Oficial)
- Luís Figo, futbolista portugués, el 5 de julio de 2004 (como Oficial)
- Heinz Fischer, Presidente de Austria, el 21 de abril de 2005
- José Mourinho, Director técnico portugués, el 9 de junio de 2005 (Como Gran Oficial)
- SAR Astrid de Bélgica, el 8 de marzo de 2006
- SAR Lorenzo de Bélgica, el 8 de marzo de 2006
- SAR Lorenzo de Bélgica, el 8 de marzo de 2006
- SAR Clara de Bélgica, el 8 de marzo de 2006
- Jaume Bartumeu, presidente del gobierno de Andorra, el 6 de marzo de 2010
- Hugo Rafael Chávez Frías, presidente de la República Bolivariana de Venezuela
- Cristiano Ronaldo futbolista portugués, el 20 de enero de 2014 (como Gran Oficial)
- Nelly Furtado, cantautora lusocanadiense, 2014
- Enrique Peña Nieto, presidente de los Estados Unidos Mexicanos, el 2 de junio de 2014.[1]
- Luis de Matos, ilusionista, 10 de junio de 2014.
- Juan Ignacio Zoido, alcalde de Sevilla, 3 de diciembre de 2014.[2]

### Gran Maestro
- Marcelo Rebelo de Sousa, presidente de la República Portuguesa (2016)

Comendador
- Horacio Ramiro González, expresidente de la Cámara de Diputados de la Provincia de Buenos Aires, Argentina. (2009)

### Porta collares grandes
- António de Oliveira Salazar, presidente del Consejo de Ministros (1968)
- General Vasco Rocha Vieira, gobernador de Macao (2001)
- José Manuel Durão Barroso, primer ministro y presidente de la Comisión Europea (2014)
- General António Ramalho Eanes, 16.º presidente de la República (2016)
- Jorge Sampaio, 18.º Presidente de la República (2018)

### Collares Grandes Honorarios(actual)
- Príncipe Felipe del Reino Unido (1973)
- Rey Juan Carlos de España (1978)
- Presidente Hosni Mubarak de Egipto (1983)
- Reina Margarita II de Dinamarca (1984)
- Presidente Denis Sassou Nguesso de la República del Congo (1984)
- Presidente Manuel Pinto de la Costa de Santo Tomé y Príncipe (1986)
- Rey Carlos XVI Gustavo de Suecia (1987)
- Presidente José Eduardo dos Santos de Angola (1988)
- Presidente Rodrigo Borja Cevallos de Ecuador (1990)
- Presidente Joaquim Chissano de Mozambique (1990)
- Presidente Christos Sartzetakis de Grecia (1990)
- Reina Beatriz de los Países Bajos (1991)
- Presidente Lech Wałęsa de Polonia (1994)
- Presidente Juan Carlos Wasmosy Monti de Paraguay (1995)
- Presidente Aleksander Kwaśniewski de Polonia (1997)
- Presidente Leonid Kutchma de Ucrania (1998)
- Emperador Akihito de Japón (1998)
- Presidente Ernesto Zedillo de México (1998)
- Rey Alberto II de los Belgas (1999)
- Presidente Constantinos Stephanopoulos de Grecia (1999)
- Presidente Fernando Henrique Cardoso de Brasil (2000)
- Presidente Milan Kučan de Eslovenia (2000)
- Presidente Ricardo Lagos de Chile (2001)
- Presidente Fernando de la Rúa de Argentina (2001)
- Presidente Alpha Oumar Konaré de Mali (2002)
- Presidente Pedro Pires de Cabo Verde (2002)
- Presidente Georgi Parvanov de Bulgaria (2002)
- Presidenta Tarja Halonen de Finlandia (2002)
- Presidente Abdelaziz Bouteflika de Argelia (2003)
- Presidente Arnold Rüütel de Estonia (2003)
- Presidenta Vaira Vīķe-Freiberga de Letonia (2003)
- Presidente Rolandas Paksas de Lituania (2003)
- Rey Harold V de Noruega (2004)
- Presidente Heinz Fischer de Austria (2005)
- Gran duque Enrique de Luxemburgo (2005)
- Presidente Nicanor Duarte de Paraguay (2005)
- Presidente Xanana Gusmão de Timor-Leste (2006)
- Presidente Valdas Adamkus de Lituania (2007)
- Presidenta Michelle Bachelet de Chile (2007)
- Presidente José Ramos-Horta de Timor-Leste (2007)
- Rey Abdullah II de Jordania (2008)
- Presidente Edward Fenech Adami de Malta (2008)
- Presidente Horst Köhler de Alemania (2009)
- Emir Hamad bin Khalifa de Catar (2009)
- Presidente Abdullah Gül de Turquía (2009)
- Presidente Bronisław Komorowski de Polonia (2012)
- Presidente Taur Matan Ruak de Timor-Leste (2012)
- Presidente Jorge Carlos Fonseca de Cabo Verde (2012)
- Presidente Juan Manuel Santos de Colombia (2012)
- Presidente Ollanta Humala de Perú (2012)
- Presidente Ricardo Martinelli de Panamá (2013)
- Presidente Enrique Peña Nieto de México (2014)
- Presidente Armando Guebuza de Mozambique (2014)
- Presidente Abdul Fatah Khalil Al-Sisi de Egipto (2016)
- Presidente Tomislav Nikolic de Serbia (2017)
- Presidente Prokópis Pavlópoulos de Grecia (2017)
- Presidente Horacio Cartes de Paraguay (2017)
- Presidente Macttaraky Sall de Senegal (2017)
- Presidente Alassane Oua de Costa de Marfil (2017)
- Reyes Guilherme Alexandre y Máxima de los Países Bajos (2017)
- Presidente Frank-Walter Steinmeier de Alemania (2018)
- Presidenta Kolinda Grabar-Kitarović de Croacia (2018)
- Presidenta Marie Louise Coleiro Preca de Malta (2018)
- Reyes Felipe y Matilde de los Belgas (2018)
- Presidente João Lourenço de Angola (2018)
- Presidente Martín Vizcarra de Perú (2019)
- Presidenta Kersti Kaljulaid de Estonia (2019)
- Mario Draghi, presidente del Banco Central Europeo (2019)
- Príncipe Soberano Alberto II de Mónaco (2022)